# جوزيف فريمان
جوزيف فريمان هو سياسي كندي، ولد في 1765، وتوفي في 5 مايو 1839. انتخب عضو مجلس نواب نوفا سكوتيا.